# 우천쥔
우천쥔(중국어: 吳辰君, 병음: Wú Chénjūn, 한자음: 오진군, 영어: Annie Wu 애니 우[*], 1978년 8월 21일 ~ )은 중화민국의 배우이다. 주로 중화인민공화국과 홍콩에서 활동했으며, 성룡의 영화 《폴리스 스토리 4: 간단임무》에 여주인공으로 출연하며 배우로 데뷔했다.
2012년에 봉황TV 임원이자 랴오중카이의 증손자인 랴오화이난(廖懷南)과 결혼했다. 2014년에 딸을 낳았고, 2019년에는 아들을 낳았다.

## 출연 작품
- 격랑청춘 (2014)
- 젊은 부부 (2012)
- 아문약회파 (2011)
- 수호지 천하호걸 고대수 (2011)
- 요파de혼약 (2010)
- 나의 미녀사장님 (2010)
- 엄마의 장국집 (2006)
- 애정관자재 (2001)
- 유곡약회 (2000)
- 애정민감지대 (2000)
- 대영가 (2000)
- 녹정기 - 2000년 시리즈 (2000)
- 황금악몽 (1999)
- 흑금제국 (1999)
- 면청청유배경 (1998)
- 메신저 (1998)
- 맹귀식인태 (1998)
- 파워퍼프 걸 - TV 시리즈 (1998)
- 애정 - Amoeba (1997)
- 만다린 2 - 구자웅심 (1997)
- 반생연 (1997)
- 흑금 (1997)
- 욕망가차 (1996)
- 비호웅심 2 (1996)
- 성룡의 폴리스 스토리4 (1996)